# Hypoclinemus
Hypoclinemus is een monotypisch geslacht van straalvinnige vissen uit de familie van de amerikaanse tongen (Achiridae).

## Soort
- Hypoclinemus mentalis (Günther, 1862)